# Lord-lieutenant de Louth
Ceci est une liste de personnes qui ont servi comme lord-lieutenant de Louth. L'office a été créé le 23 août 1831. Les nominations au poste se sont terminées par la création de l'État libre d'Irlande en 1922.
- Patrick Bellew, 1er baron Bellew) 9 décembre 1831 – 10 décembre 1866
- John McClintock, 1er bBaron Rathdonnell 14 janvier 1867 – 17 avril 1879
- Clotworthy Skeffington, 11e vicomte Massereene 13 novembre 1879 – mars 1898
- George Bellew-Bryan, 4e baron Bellew 14 mars 1898 – 15 juillet 1911
- Sir Alan Bellingham, 4e baronnet 4 novembre 1911 – 9 juin 1921
- Sir Edward Bellingham, 5e baronnet 22 juillet 1921 – 1922